# 愛の逃亡者 THE FUGITIVE
「愛の逃亡者 THE FUGITIVE」（あいのとうぼうしゃ ザ・フュージティヴ）は、日本の歌手である沢田研二の11枚目のシングルである。
1974年11月21日にポリドールより発売された。

## 解説
表題曲およびカップリング曲ともに、Tony WeddingtonとWayne Bickertonによる作詞で全編英語詞である。表題曲の曲中に、男声による「ウーッ」「ハーッ」というかけ声が入っている。

## 収録曲
- 作詞作曲：Tony Weddington, Wayne Bickerton／編曲：Tonny Waddington, Wayne Bickerton, Arthur Freenslade

1. 愛の逃亡者 - THE FUGITIVE
2. アイ・ウォズ・ボーン・トゥ・ラヴ・ユー - I WAS BORN TO LOVE YOU

## 沢田研二の関連作品
- THE FUGITIVE 愛の逃亡者